# Il fuoco della vendetta - Out of the Furnace
Il fuoco della vendetta - Out of the Furnace (Out of the Furnace) è un film del 2013 scritto e diretto da Scott Cooper.

## Trama
Russell Baze è operaio nella fonderia della cittadina di Braddock e vive con la fidanzata Lena con cui spera di avere presto un figlio. Russell è molto legato al padre malato, allo zio e al fratello minore Rodney. Nel tentativo di proteggere quest'ultimo da un debito non pagato decide di dare parte della sua paga a John Petty, un piccolo allibratore locale e per non mancargli di rispetto beve con lui durante l'incontro.
Sulla strada di ritorno, la sua vita viene sconvolta da un incidente stradale in cui uccide due persone a causa del suo stato di ebbrezza. Dopo aver scontato in carcere la condanna per omicidio colposo, cerca di tornare alla sua vita precedente, anche se la cosa gli riesce difficile per via del ricordo della ex compagna, nel frattempo legatasi allo sceriffo locale dal quale aspetta un figlio, e della situazione di Rodney, il quale, rientrato dalla Guerra in Iraq affetto da disturbo da stress post-traumatico, ha deciso di darsi alle lotte clandestine.
Tutto cambia quando Rodney convince Petty a organizzare un ultimo incontro con cui spera di guadagnare una grossa somma. Le cose non vanno come sperato e dopo il combattimento Petty e Rodney vengono uccisi da Harlan DeGroat, un allibratore squilibrato e tossicodipendente, a capo di una cerchia di criminali dei bassifondi. Da quel momento la rabbia in Russell prevale su ogni altro sentimento e per lui inizia la strada della vendetta.

## Produzione

### Sviluppo
Inizialmente il progetto prevedeva il regista Rupert Sanders dietro la macchina da presa, ma quest'ultimo rifiutò e fu sostituito da Scott Cooper.

### Riprese
Le riprese del film sono iniziate nell'aprile del 2012 e si sono svolte negli Stati della Pennsylvania e della Virginia Occidentale, precisamente nelle città di Braddock, Beaver Falls e Moundsville.
Il budget del film è stato di 22 milioni di dollari.

## Colonna sonora
La colonna sonora del film è stata affidata a Dickon Hinchliffe, anche se precedentemente era stato assunto come compositore il 4 volte candidato al Premio Oscar Alberto Iglesias. L'album completo è stato pubblicato in formato digitale il 3 dicembre 2013, dalla Relativity Music Group.
Il frontman della band dei Pearl Jam, Eddie Vedder, ha riadattato per il film la canzone del suo gruppo Release, dall'album Ten del 1991.

## Promozione
Il primo trailer del film viene diffuso online l'11 luglio 2013.

## Distribuzione
La pellicola è stata presentata in anteprima all'ottava edizione del Festival Internazionale del Film di Roma, il 12 novembre 2013.
La pellicola è stata distribuita nelle sale cinematografiche statunitensi a partire dal 27 novembre 2013 in distribuzione limitata, e il 6 dicembre in tutti i cinema.
Invece in Italia il film è uscito nelle sale a partire dal 27 agosto dell'anno seguente, a cura di Indie Pictures.

## Accoglienza

### Incassi
Il film, incassando 2 milioni di dollari soltanto il suo primo giorno nelle sale e altri 5,3 milioni durante il suo primo weekend di apertura, si è posizionato 3° nella classifica dei migliori incassi della settimana, solo dietro al film Disney dei record Frozen - Il regno di ghiaccio, che ne ha incassato oltre 32 milioni, e Hunger Games: La ragazza di fuoco, con 27 milioni.
Il film in totale ha incassato 15,6 milioni di dollari.

### Critica
Sull'aggregatore Rotten Tomatoes il film riceve il 54% delle recensioni professionali positive, con un voto medio di 6 su 10 basato su 196 recensioni, mentre su Metacritic ottiene un punteggio di 63 su 100, basato su 40 critiche, indicando "recensioni generalmente favorevoli".

## Riconoscimenti
- 2013 - Festival Internazionale del Film di Roma
  - Premio Taodue Camera d'oro per la Migliore Opera Prima/Seconda a Scott Cooper
  - Candidatura per il Marc'Aurelio d'Oro per il miglior film
- 2014 - Satellite Award
  - Candidatura per il miglior attore non protagonista a Casey Affleck
- 2014 - Saturn Award
  - Candidatura per il miglior film indipendente
- 2014 - London Critics Circle Film Awards
  - Candidatura per il miglior attore britannico dell'anno a Christian Bale
- 2014 - American Black Film Festival
  - Candidatura per l'artista dell'anno a Forest Whitaker